# Mourad Slatni
Mourad Slatni (en arabe : مراد سلاطني) est un footballeur international algérien né le 5 février 1966 à Annaba, reconverti en entraîneur. Il évoluait au poste de défenseur central.

## Biographie
Mourad Slatni reçoit 15 sélections en équipe d'Algérie entre 1995 et 1996. Il joue son premier match en équipe nationale le 14 juillet 1995, contre l'Égypte (nul 1-1). Il joue son dernier match le 14 juin 1996, contre le Kenya (victoire 1-0).
En temps qu'entraîneur, il a travaillé en Afrique où il a été sélectionneur de l'équipe du Kenya et a remporté la Coupe CECAFA des nations 2013 avec son compatriote Adel Amrouche.
Mourad Slatni est le frère de Yacine Slatni, l'entraîneur de l'USM Annaba.

## Palmarès

### Autant que joueur
- Champion d'Algérie en 1999 avec le MC Alger.
- Vainqueur de la Supercoupe d'Algérie en 1995 avec le CR Belouizdad.

### En tant qu'entraîneur
- Vainqueur de la Coupe CECAFA des nations en 2013 avec le Kenya.